# Ungersk klöver
Ungersk klöver (Trifolium pannonicum) är en ärtväxtart som beskrevs av Nikolaus Joseph von Jacquin. Enligt Catalogue of Life ingår Ungersk klöver i släktet klövrar och familjen ärtväxter, men enligt Dyntaxa är tillhörigheten istället släktet klövrar och familjen ärtväxter. Arten förekommer tillfälligt i Sverige, men reproducerar sig inte. Inga underarter finns listade i Catalogue of Life.

## Bildgalleri

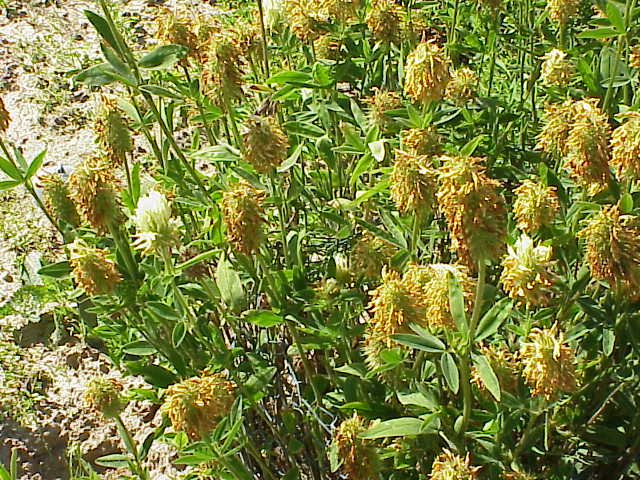
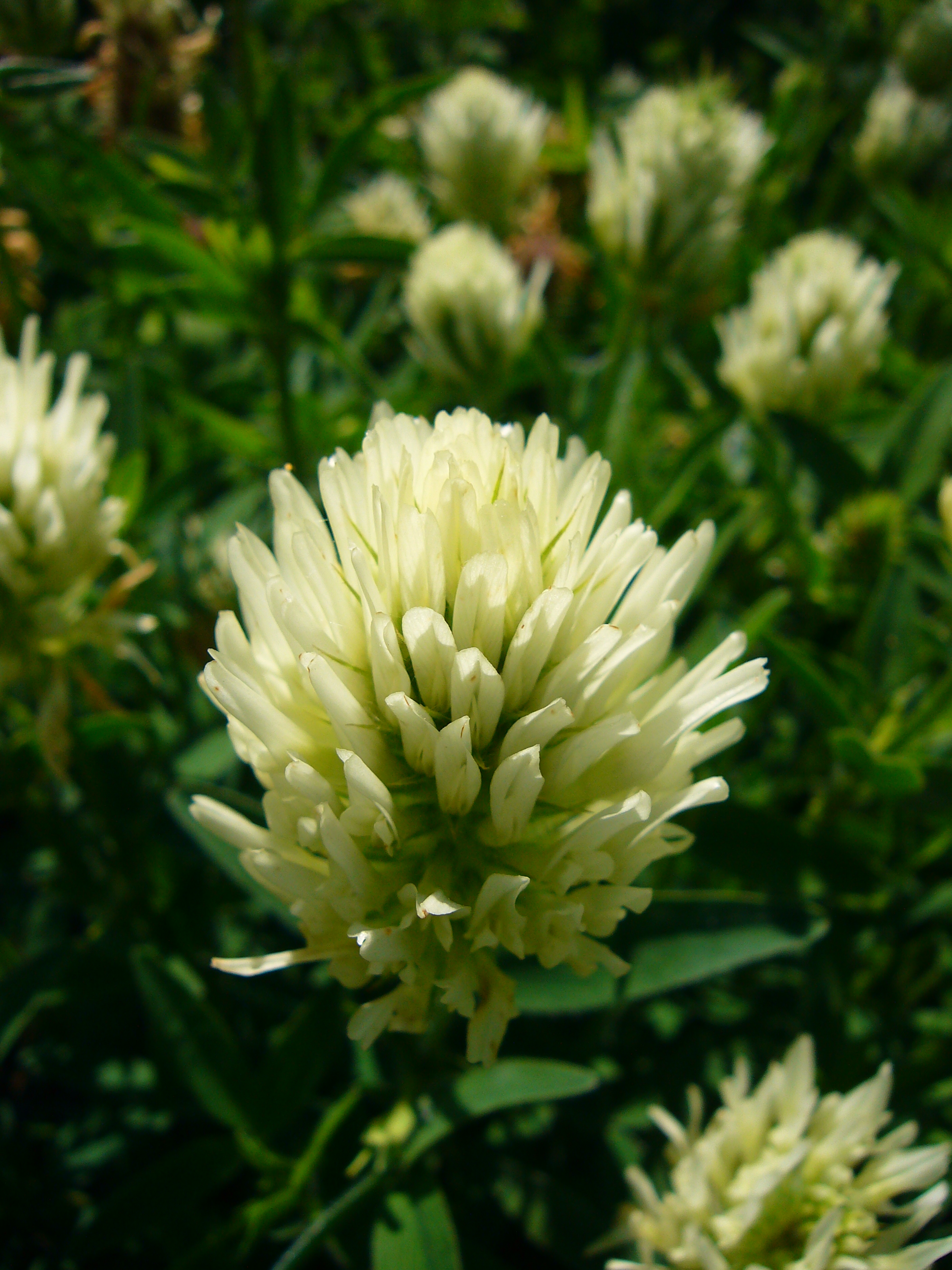
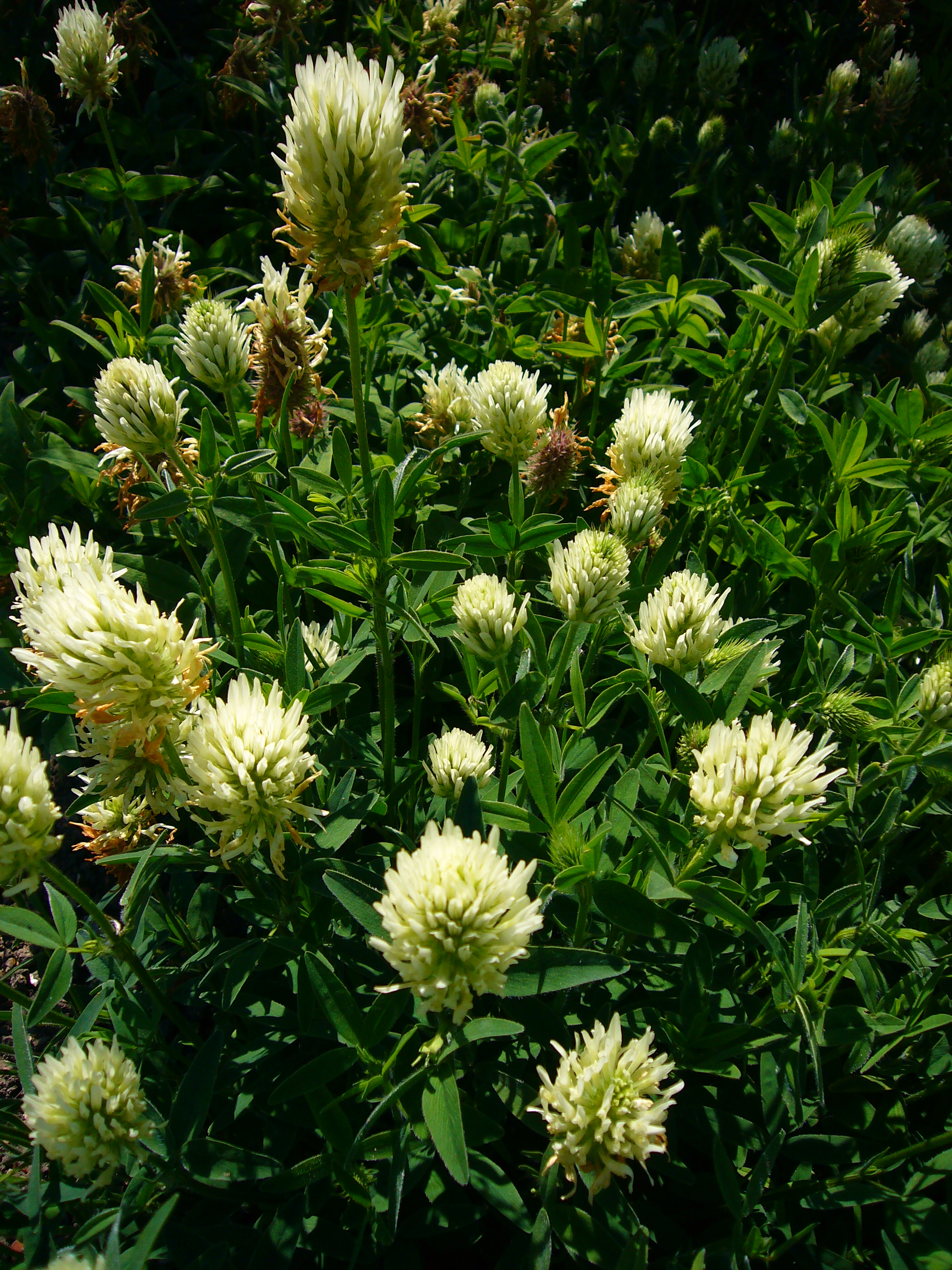
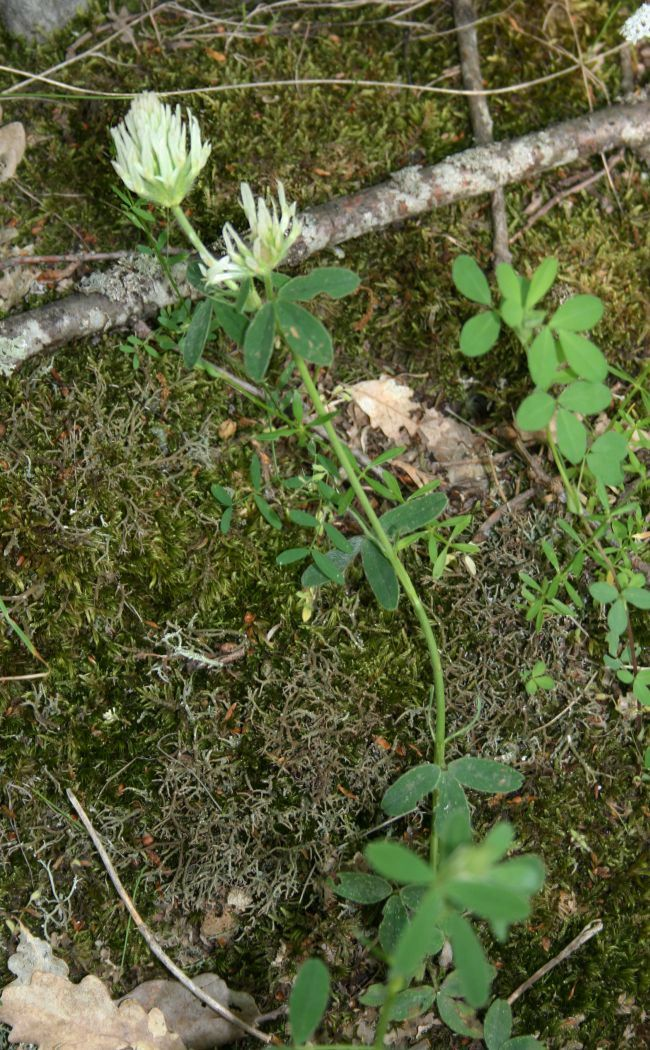
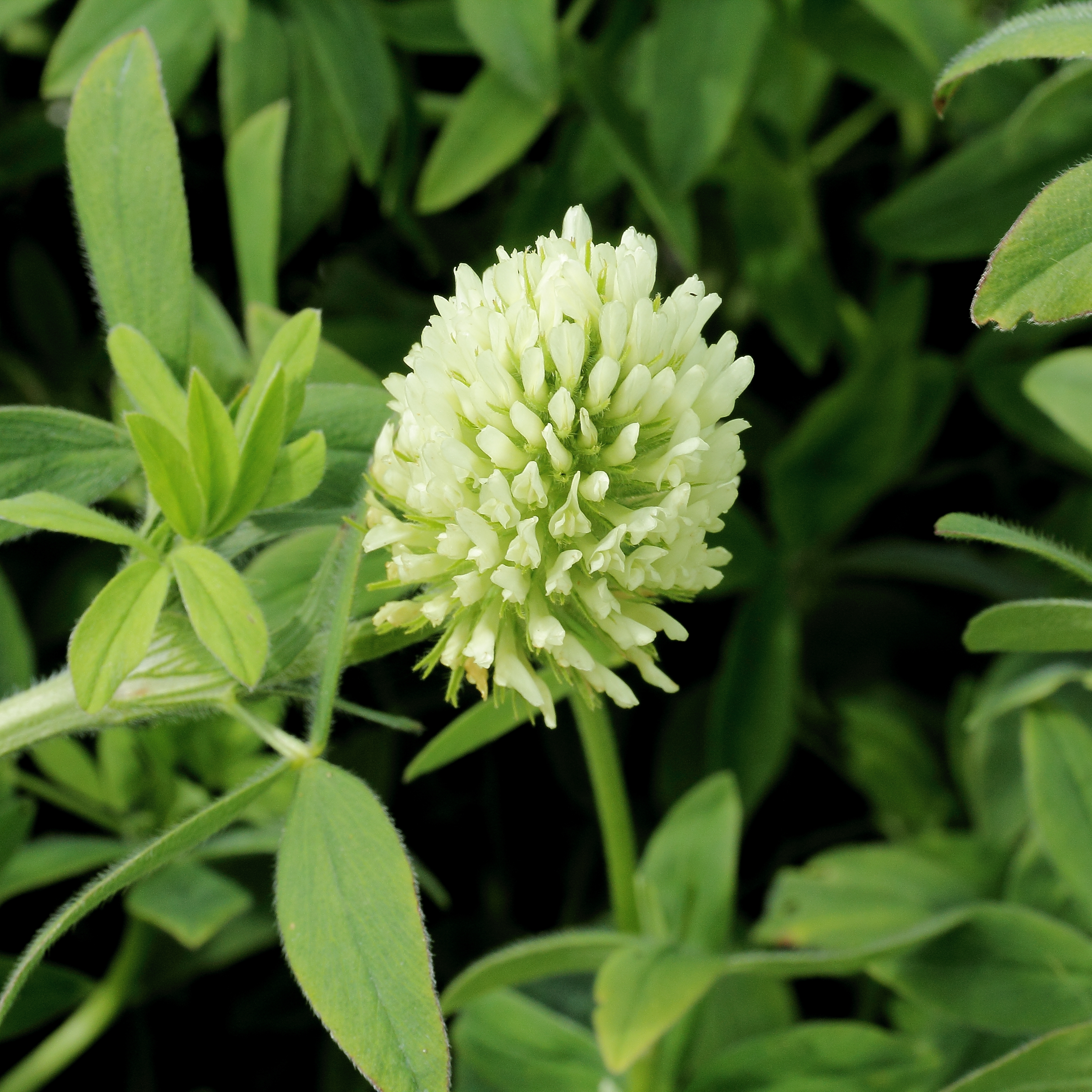
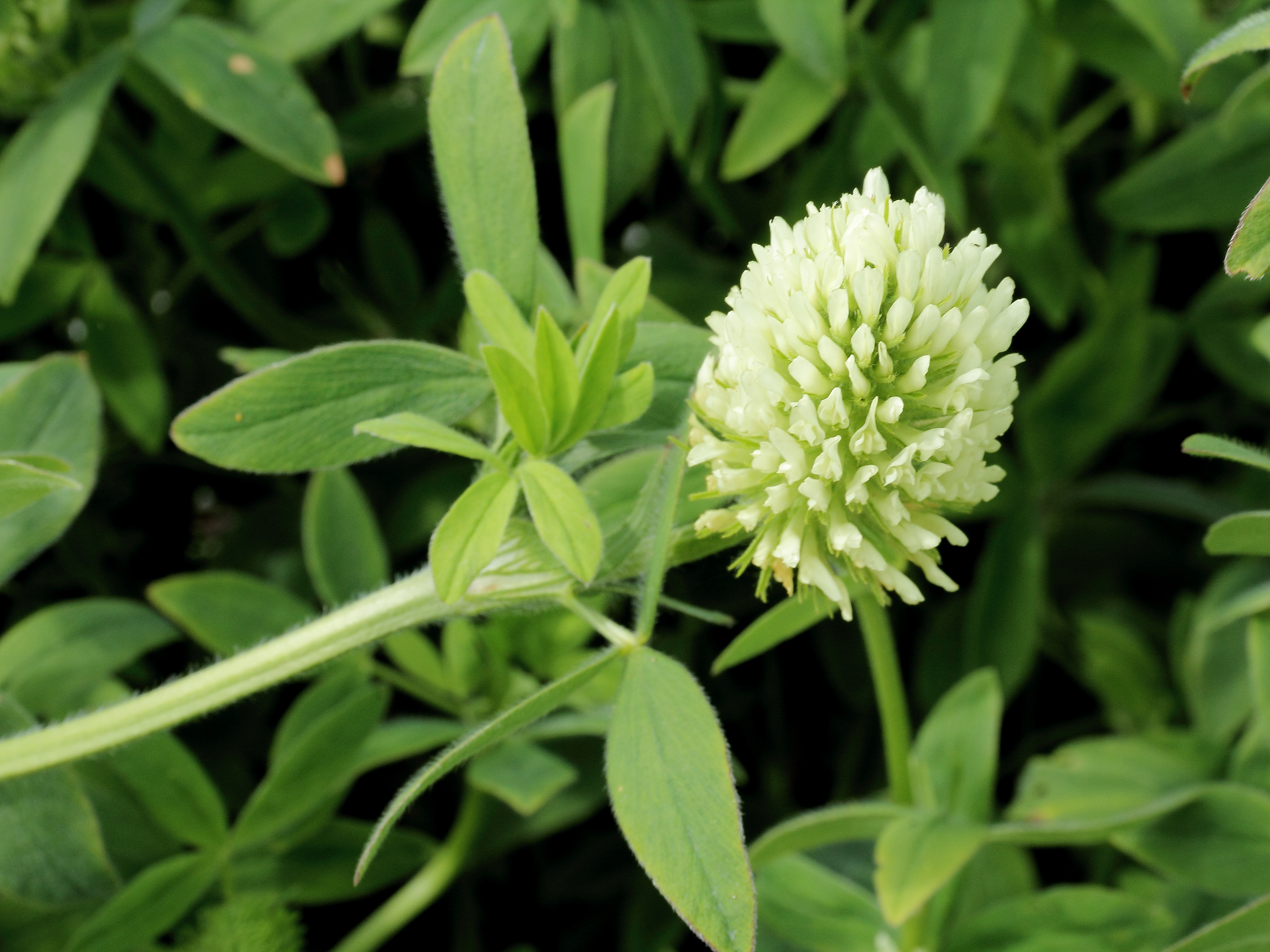